# Musica (Hermann der Lahme)
Musica  clarissimi viri Hermanni ist eine musiktheoretische Schrift, die Hermann von Reichenau, genannt Hermann der Lahme, zwischen 1030 und seinem Tod 1054 in mittellateinischer Sprache verfasste.

## Zielsetzung und Quellen
Das Werk umfasst zeitmäßig und themenmäßig einen weiten Raum. Es führt von der Musiktheorie der Antike bis zur aktuell gesungenen Musik des 11ten Jahrhunderts im Kloster Reichenau, wo Hermann sein Leben verbrachte. Das Werk trägt keine Widmung, die darüber Auskunft gibt, aber die ersten musiktheoretischen Kapitel sprechen dafür, dass es für den Unterricht im Rahmen des Quadriviums gedacht war. Hierfür standen Hermann zahlreiche Quellen zur Verfügung. Seit dem Frühmittelalter waren De institutione musica des Boethius und De nuptiis Philologiae et Mercurii des Martianus Capella häufig kopiert und kommentiert worden und lagen in den Bibliotheken der großen Klöster vor. Tatsächlich zitiert Hermann Boethius an mehreren Stellen. Aber auch zeitlich näher stehende Autoren zieht er heran. Inwieweit er von dem bedeutenden, fast zeitgleichen Musiktheoretiker Guido von Arezzo direkt beeinflusst wurde, ist umstritten.
Wie zahlreiche Handschriften belegen, gab es in Kloster Reichenau im 11. Jahrhundert ein reiches musikalisches Leben zum Schmuck des Gottesdienstes. An die Aktiven in diesem Bereich, die musici und cantores wendet sich Hermann in den späteren Kapiteln, ermahnt sie zur Einhaltung der dargelegten Regeln bei der Bildung ihrer Melodien und vergleicht die Uneinsichtigen mit Eseln (qui nihil praedictis sciunt, ... asino inferiores, Kapitel XV).

## Inhalt

### Kapitel I-VII – Antike Musiktheorie
Es werden einige der Grundelemente der griechischen Musiktheorie definiert und beschrieben: Monochord, Diatessaron, Diapente, Diapason, Tropos. Hermann stellt auch durch das Zitat Pythagorici mallei (die Hämmer des Pythagoras) klar, dass er von der überkommenen Theorie ausgeht.

### Weiterentwicklung und eigene Theorie Bildung
Eine Weiterentwicklung ist aber bereits angedeutet. Dies zeigt sich in der Terminologie; statt des zentralen Begriffs Tetrachord wird der lateinische Ausdruck quadrichorda verwendet, den Boethius nur zur Bezeichnung des 4-seitigen Instruments benutzt (De institutione musica, I,20). Hermann verzichtet auf die griechischen Tonnamen und verwendet Tonbuchstaben, um ein Zweioktavsystem aufzubauen. Dieses gliedert er in Quarten und Quinten, wobei für die Bestimmung deren species nicht nur die Lage des Halbtons relevant ist, sondern auch ihre Stellung innerhalb der Oktav, also die Tonhöhe (Kapitel V).
Über Quarte und Quinte entwickelt Hermann seine Motuslehre, die Lehre von der Bewegung der Töne und ihre Aneinanderfügung zu einer Melodie (Kapitel XV,XVI). Um die dabei verwendeten Tonarten sicher zu erkennen, ergänzt er die betrachteten Tetrachorde am oberen und unteren Ende je um einen Ganzton und bildet so Hexachorde (Kapitel XVII). Die Darstellung der Melodieentwicklung durch Neumen ergänzt er durch die Angabe von Halbton- und Tonschritten.

### Kapitel XVIII, XIX –mode vocum, Tonartbestimmung
In den letzten Kapiteln wendet sich der Autor der praktischen Musik zu und gibt dabei einiges seines starren theoretischen Konzepts auf. Um seine Musikvorstellung darzustellen, zitiert er eine Vielzahl von Gesangsstücken (Antiphonen, Responsorien, Graduale usw.), 20 davon haben sich anhand der genauen Beschreibung in zeitgenössischen Handschriftensammlungen wiederfinden lassen.

## Weiterleben und Überlieferung
Die Schrift beeinflusste zunächst einige Musiktheoretiker, insbesondere Wilhelm von Hirsau und Frutolf von Michelsberg, fand aber später – wie schon das Werkverzeichnis Hermanns zeigt – wenig Beachtung, so dass sich nur zwei vollständige Handschriften aus dem 11ten und 12ten Jahrhundert erhalten haben. Auf die Editionen durch Martin Gerbert (1784) und Wilhelm Brambach (1884) folgte 1952 die Edition mit einer Übersetzung in die englische Sprache durch Leonard Ellinwood. Eine deutsche Übersetzung liegt nicht vor.

## Textausgaben und Übersetzungen
- Leonard Ellinwood: The Musica of Hermannus Contractus, Edited and Translated, 1952